# Georg Burghart

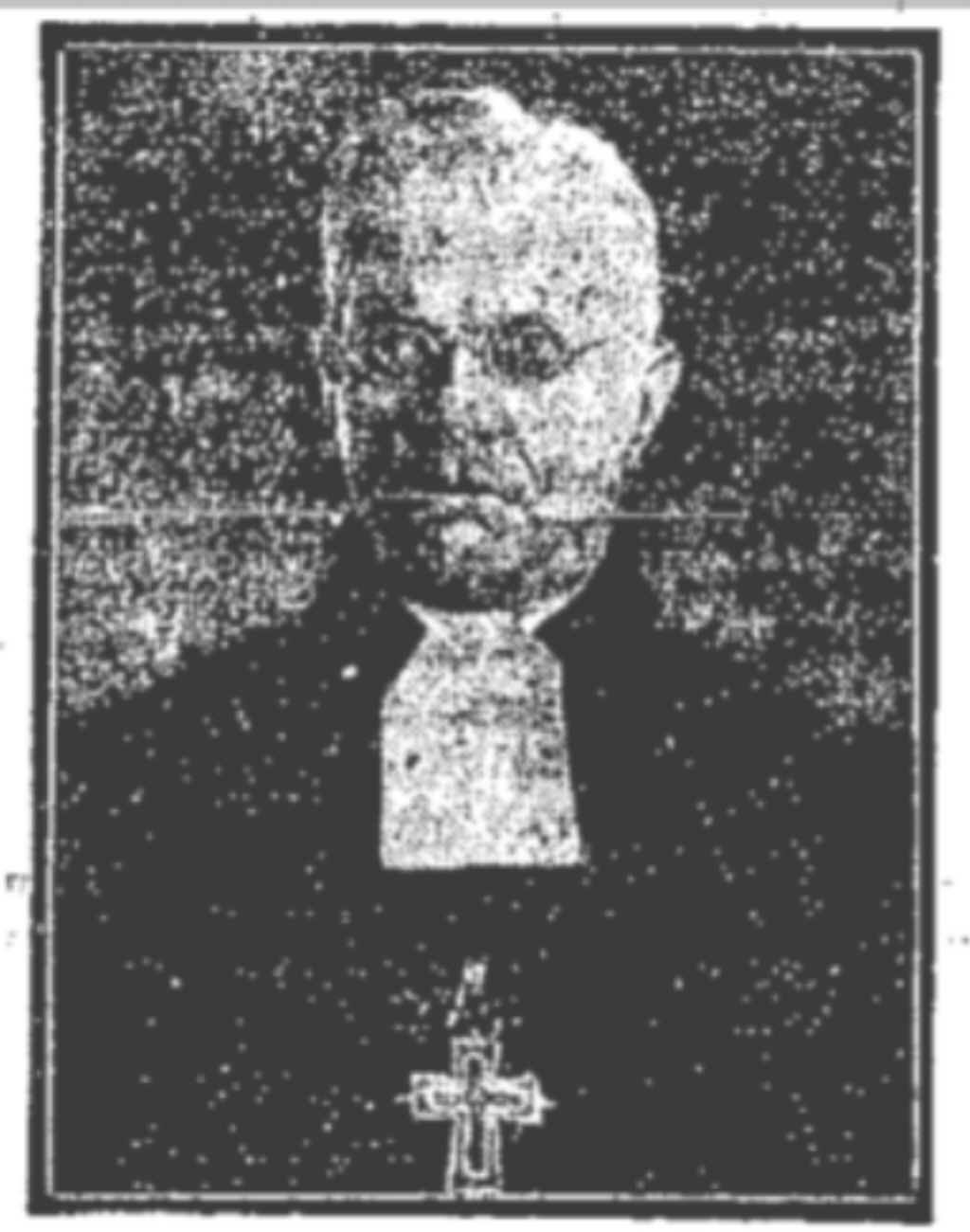
Georg Burghart

Agendenkommission im Jahr 1928 (sitzend von links nach rechts: Zoellner, Wolff, Burghart, Smend, Eger stehend von links nach rechts: Brandt, Haendler, Altmann)

Hermann Georg Burghart (* 21. Oktober 1865 in Berlin; † 3. März 1954 in Berlin) war ein evangelischer Theologe, Berliner Generalsuperintendent, Mitglied der Kirchenleitung der altpreußischen Landeskirche, Oberdomprediger und als Ephorus Leiter des Domkandidatenstifts Berlin.

## Leben und Wirken
Als Sohn eines Geheimen Finanzrates geboren studierte Georg Burghart an den Universitäten Berlin und Marburg Evangelische Theologie. Im Jahre 1891 wurde er Hilfsprediger am Berliner Dom und Inspektor am Domkandidatenstift, einer Ausbildungsstätte für angehende Geistliche.

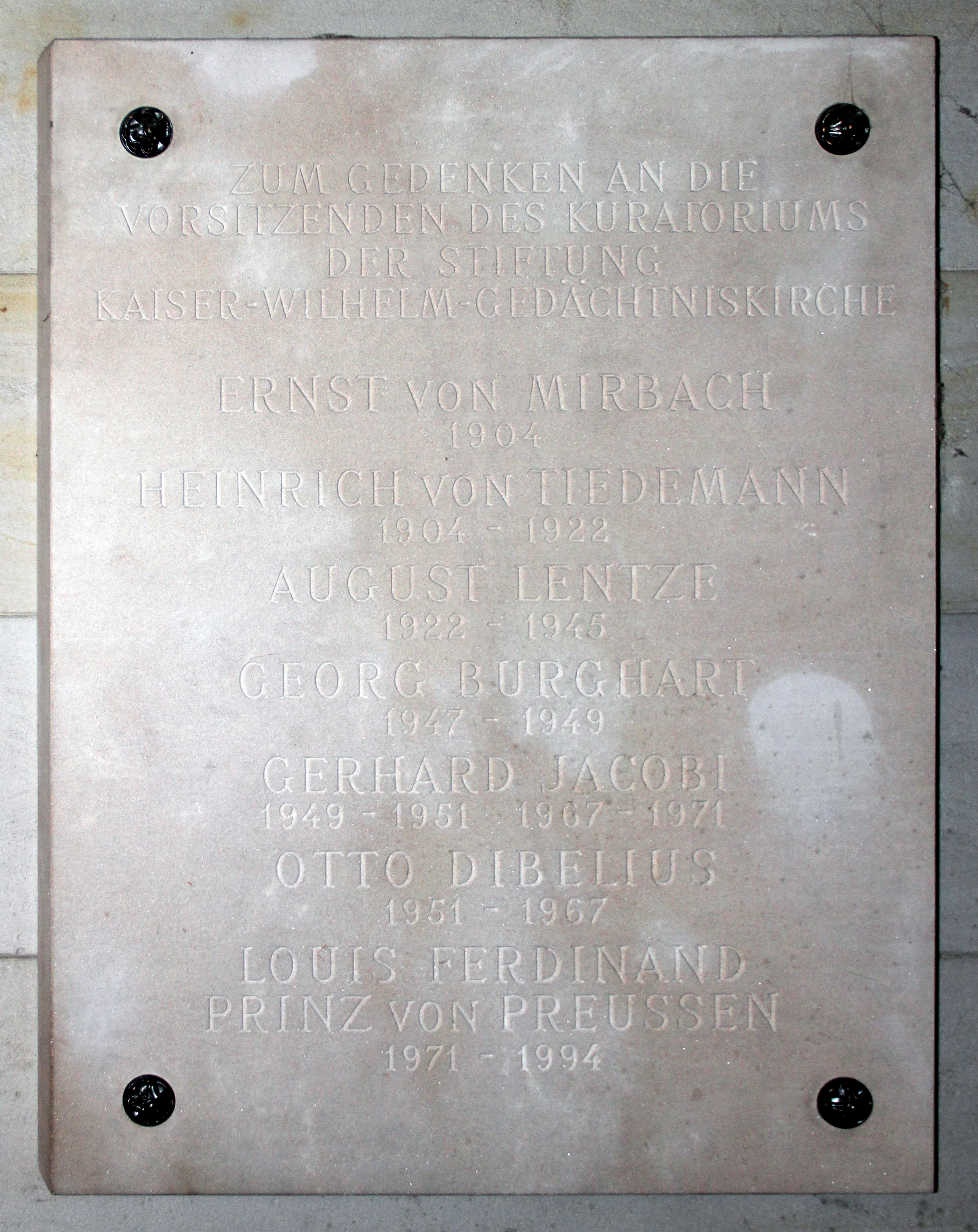
Gedenktafel an der Kaiser-Wilhelm-Gedächtniskirche, Breitscheidplatz, Berlin-Charlottenburg

Von 1893 bis 1897 wirkte Burghart als Gemeindepfarrer einer unierten Kirchengemeinde in Düsseldorf in der rheinischen Kirchenprovinz, wechselte dann auf eine lutherische Pfarrstelle in Wupperfeld und kehrte 1917 in seine Heimatstadt Berlin zurück.
Hier war Georg Burghart als Geheimer Kirchenrat in den Evangelischen Oberkirchenrat, die Kirchenverwaltung der Evangelischen Landeskirche der älteren Provinzen Preußens berufen worden. Nach vier Jahren Amtszeit in der Kirchenbehörde wurde er zum Generalsuperintendenten für die Stadt Berlin in der Kirchenprovinz Brandenburg der Evangelischen Kirche der Altpreußischen Union bestellt.
Im Jahre 1927 schließlich erhielt Burghart die Berufung zum Geistlichen Vizepräsident des Evangelischen Oberkirchenrates der Altpreußischen Unionskirche, und diese Tätigkeit trug ihm den Dienst als Oberdomprediger ein und herkömmlich auch – in Nachfolge von Paul Conrad – das Amt des Ephorus des Domkandidatenstifts. Diese Ämter übte Burghart mit großem Engagement aus, hatte dadurch starken Einfluss auf das kirchliche Leben und auch auf die Ausbildung der Kandidaten der Theologie.
Nach Antritt der Nationalsozialisten an die Regierung zog sich Burghart aus seinem beruflichen Leben zurück und emeritierte. Auch im Ruhestand war er noch ein sehr gefragter Ratgeber besonders der jungen Geistlichen, die sich weniger mit den Deutschen Christen als vielmehr in der Bekennenden Kirche engagierten.
Der Kirchenhistoriker Kurt Meier bezeichnet Burghart zusammen mit Otto Dibelius und dem Kirchenausschusspräsidenten Hermann Kapler als Befürworter des reichsweiten Judenboykotts vom 1. April 1933, der mit etlichen Morden einherging.

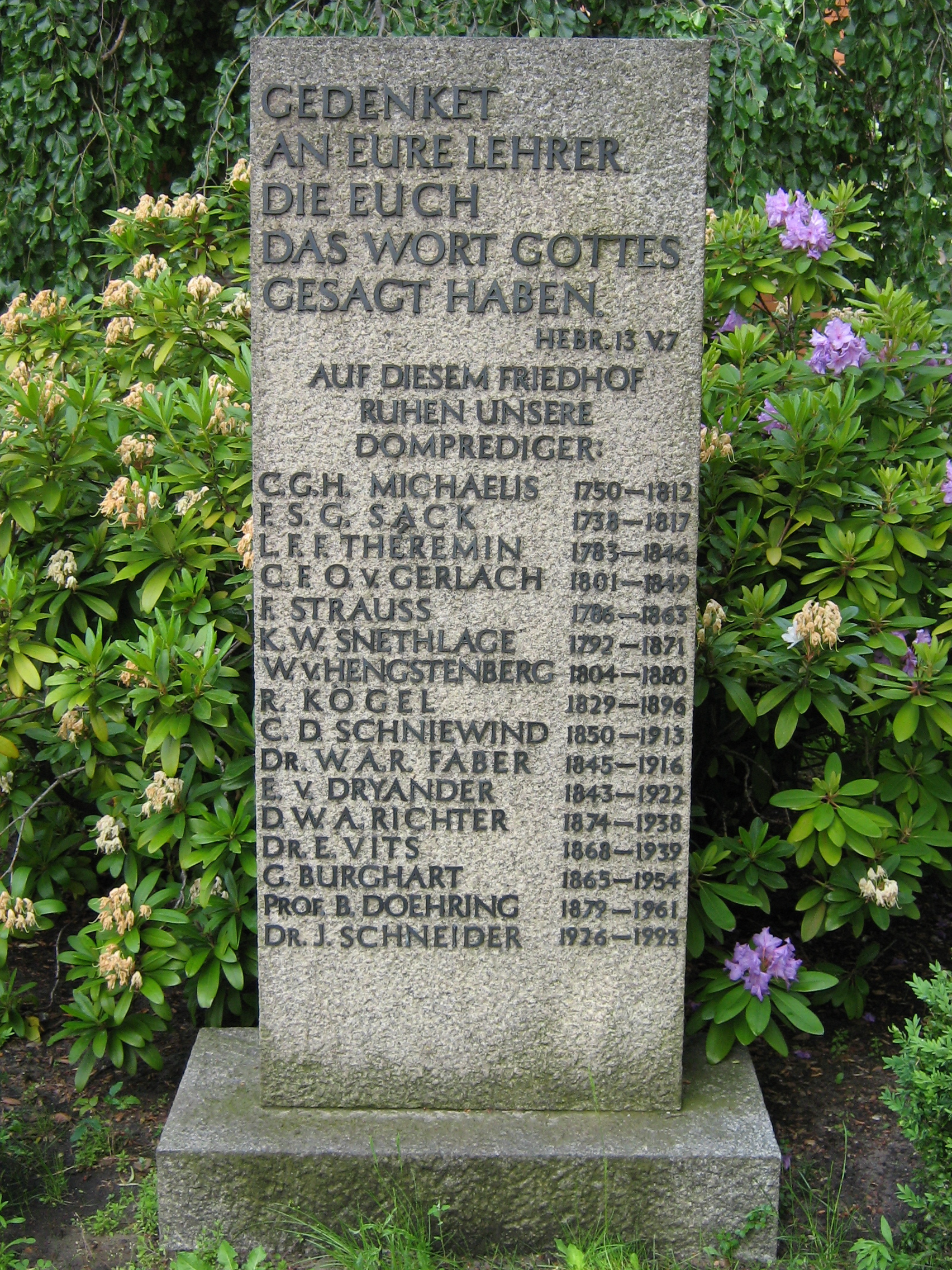
Gedenkstein auf dem Berliner Domfriedhof II

## Sonstige Tätigkeiten
Der Kirchensenat der Altpreußischen Union berief ihn 1927 in der Nachfolge von Paul Conrad in eine seit 1926 bestehende Kommission, die in der Zeit von 1926 bis 1930 eine einheitliche Agende erarbeitete. Der Entwurf dafür wurde 1931 der Provinzialsynode vorgelegt und zur Prüfung in der Praxis freigegeben, aber nicht mehr verabschiedet. 
Von 1928 bis 1949 war Georg Burghart Leiter der Preußischen Hauptbibelgesellschaft in Berlin und danach deren Ehrenpräsident. Viele Jahre war er Vorsitzender der neutestamentlichen Kommission für die Textrevision 1956 der deutschen Lutherbibel, deren Abschluss er allerdings nicht mehr erlebte. Auf ökumenischen Weg führte ihn seine Präsidentschaft beim deutschen Zweig des Weltbundes für Freundschaftsarbeit der Kirchen, die er 1929 übernahm.

## Notizen
1. ↑  Kurt Meier: Kirche und Judentum. Die Haltung der evangelischen Kirche zur Judenpolitik des Dritten Reiches. Göttingen 1968, S. 25

| Vorgänger                   | Amt                                              | Nachfolger |
| --------------------------- | ------------------------------------------------ | ---------- |
| Christoph Friedrich Lahusen | Generalsuperintendent für Berlin Stadt 1921–1927 | Emil Karow |

| Personendaten    | Personendaten                                                                        |
| ---------------- | ------------------------------------------------------------------------------------ |
| NAME             | Burghart, Georg                                                                      |
| ALTERNATIVNAMEN  | Burghart, Hermann Georg                                                              |
| KURZBESCHREIBUNG | deutscher evangelischer Theologe, Berliner Generalsuperintendent und Oberdomprediger |
| GEBURTSDATUM     | 21. Oktober 1865                                                                     |
| GEBURTSORT       | Berlin                                                                               |
| STERBEDATUM      | 3. März 1954                                                                         |
| STERBEORT        | Berlin                                                                               |